# Георг Фридрих фон Баден-Дурлах
Георг Фридрих фон Баден-Дурлах (на немски: Georg Friedrich von Baden-Durlach; * 30 януари 1573; † 24 септември 1638, Страсбург) от Дом Баден, е маркграф на Баден-Дурлах от 1604 до 1622 г. и протестантски командир на войската през Тридесетгодишната война.

## Живот
Той е най-малкият син на маркграф Карл II фон Баден-Дурлах (1529 – 1577) и втората му съпруга Анна фон Велденц (1540 – 1586), дъщеря на пфалцграф Рупрехт фон Велденц.
От 1584 г. Георг Фридрих е до 1595 г. под опекунството на най-големия му брат Ернст Фридрих († 1604) заедно с брат му Якоб III († 1590) и майка му. Георг Фридрих и по-големия му брат Якоб III получават също части от територията.
Георг Фридрих учи латински, френски и италиански език, следва в Страсбург и пътува из Европа. Той получава горната част от Маркграфство Баден-Дурлах. Маркграфство Баден-Хахберг след смъртта на Якоб през 1590 г. идва обратно на Ернст Фридрих. След смъртта на Ернст Фридрих през 1604 г. Георг Фридрих обединява отново цялото маркграфство Баден-Дурлах.
Маркграф Георг Фридрих става през 1608 г. член на протестантския съюз и генерал. На 6 май 1622 г. той е победен от граф Тили в битката при Минголсхайм и ранен в главата. През лятото на 1627 г. датският крал Кристиан IV го прави генерал-лейтенант на датската войска до октомври 1627 г. След това той се оттегля в Страсбург и се занимава с изследване на религиозни книги.
Той умира на 24 септември 1638 г. в Страсбург. Последван е от сина му Фридрих V.

## Фамиилия
Първи брак: на 2 юли 1592 г. с Юлиана Урсула фон Салм-Нойфвил (* 29 септември 1572; † 30 април 1614), дъщеря на Вилд- и Рейнграф Фридрих фон Салм-Нойфвил. Те имат 15 деца:
- Катарина Урсула (* 19 юни 1593, † 15 февруари 1615), омъжва се на 24 август 1613 за ландграф Ото фон Хесен-Касел (* 25 декември 1594, † 7 август 1617)
- Фридрих V (* 6 юли 1594, † 8 септември 1659); маркграф на Баден-Дурлах (1622 – 1659)
- Анна Амалия (* 9 юли 1595, † 18 ноември 1651), омъжва се на 25 ноември 1615 за граф Вилхелм Лудвиг фон Насау-Саарбрюкен (* 18 декември 1590, † 22 август 1640)
- Филип (* 30 декември 1596, † 14 март 1597)
- Карл (* 22 май 1598, † 27 юли 1625)
- Юлиана Урсула (* 1 януари 1600, † 31 август 1600)
- Рудолф (* 21 януари 1602, † 31 май 1603)
- Христоф (* 16 март 1603, † 30 април 1632 при обсадата на Инголщат)
- Анна Аугуста (* 30 март 1604, † 2 април 1616)
- Сибила Магдалена (* 21 юли 1605, † 22 юли 1644), омъжва се на 6 юни 1644 за граф Йохан фон Насау-Идщайн (* 24 ноември 1603, † 23 юни 1677)
- Франциска (* 9 август 1606, † 27 август 1606)
- Урсула Мария (* 3 ноември 1607, † 22 декември 1607)
- Франциска Сибила (* 4 февруари 1609, † 2 март 1609)
- София Доротея (* 14 март 1610, † 24 октомври 1633)
- Ернестина София (* 26 декември 1612, † 4 юли 1658)

Втори брак: на 23 октомври 1614 г. с Агата фон Ербах (* 16 май 1581, † 30 април 1621), дъщеря на граф Георг III фон Ербах. Те имат децата:
- Агата (* 2 септември 1615, † 29 юни 1616)
- Анна (* 29 май 1617, † 15 октомври 1672)
- Елизабет (* 5 февруари 1620, † 13. октомври 1692)

Трети брак: (морганатично) на 29 юли 1621 г. с Елизабет Щолц († 14 май 1652), дъщеря на неговия секретар Йохан Томас Щолц. Този брак е бездетен.